# Colhoc
Colhoc Limited Partnership, tidigare  JMAC Hockey, Inc., är ett amerikanskt kommanditbolag som äger och driver Columbus Blue Jackets i NHL.

## Historik
1997 lämnade Worthington Industries och JMAC Hockeys grundare John H. McConnell in en intresseanmälan om att få Columbus, Ohio på NHL:s karta. Columbus var då USA:s största stad utan något lag i de fyra stora sportligorna NHL, MLB, NBA och NFL. Staden Columbus anordnade en folkomröstning om man skulle använda skattemedel för att finansiera en ny arena, som är en viktig del i att få ett NHL-lag. Några månader senare besökte NHL:s kommissarie Gary Bettman staden och diskuterade med de ledande i Columbus och McConnell. De hade farhågor om att skattebetalarna skulle säga nej till att finansiera arenan, och staden var inte beredd att gå emot resultatet i folkomröstningen. Efter mötet hade Bettman och McConnell ett privat möte där McConnell garanterade att en arena skulle bli byggd oavsett utgång i folkomröstningen. I maj 1997 redovisades resultatet av folkomröstningen, och det blev ett nej. Nu var det osäkert hur det skulle gå med att få ett lag. Men den 31 maj 1997 gick en av de större amerikanska försäkringsbolagen Nationwide Mutual Insurance Company ut och meddelade att man skulle finansiera hela bygget av en ny arena i Columbus. Kostnaden blev $ 150 miljoner. Nationwides huvudkontor är baserat i Columbus och ligger rätt över gatan från där arenan är byggd. 25 juni 1997 offentliggjorde NHL att Columbus skulle få ett NHL-lag. Columbus Blue Jackets som laget kom att heta anslöt sig till NHL när Nationwide Arena blev klar år 2000.

## Tillgångar
- Columbus Blue Jackets N HL